# Inscutomonomma hobohmi hobohmi
Inscutomonomma hobohmi hobohmi es una subespecie de coleóptero de la familia Monommatidae.

## Distribución geográfica
Habita en África.